# 社公連合政権構想
社公連合政権構想（しゃこうれんごうせいけんこうそう）とは、1980年1月10日に締結された日本社会党と公明党による連立政権を目標とした合意（社公合意）による政権構想。
前年の2回に渉って社公両党3役や政策審議会長、国会対策委員長、選挙対策委員長などが政権協議委員会を行い連合政権の樹立に合意を取り付けた。
社公民路線・自公民路線方針と日本共産党排除、つまりオール与党体制を決定付けたものであり、社共共闘・革新統一の路線を崩壊させるきっかけとなった。

## 日本社会党と公明党の連合政権についての合意
両党は、80年代前半に樹立が想定される連合政権について協議し、次の政治原則、政策の基本および政策の大綱を決定した。
1. この政権は、合意した政策の基本および政策の大綱を実現する政権である。
2. この政権の構成、基盤勢力については、今後協議し両党の合意によって決定するものとする。現状において日本共産党をこの政権協議の対象にしないことで合意した。
3. この合意は、両党機関の承認を得ることにする。

日本社会党飛鳥田一雄中央執行委員長－公明党竹入義勝中央執行委員長

## 政策の基本
1. 現憲法（日本国憲法）の恒久的平和主義、基本的人権の保障、主権在民主義、健康にして文化的な生活権の保障など、憲法の基本原理を将来ともに堅持する。
2. 金権腐敗の政治を一掃して清潔な政治を実現すると共に参加、分権、自治で国民に開かれた政治および国民生活に直結する行政を推進する。
3. 大企業優先から国民生活優先の財政経済政策に改め、格差、不公平を解消する。生産の増大、完全雇用、福祉の向上、所得の公平配分を目指し、市場の仕組みを生かしつつも公共的コントロールを行ない、福祉型経済成長を計画的に推進する。
4. 人間復権のゆとりある豊かな社会の実現を目指し、社会的不平等をなくし、教育の改革、文化・芸術・スポーツと人間本位の科学技術を振興する。またうるおいのある住みよい個性的な地域コミュニティづくりを目指し、地方分権を推進し、住民の自発と連帯による住民参加の地方自治を確立する。
5. 日本と世界の平和を創造するため、平和5原則に基づき中立を目指し、自主・平和外交の推進し、地球上の貧困を克服、核兵器全面撤廃、全面軍縮を目指すとともに軍事力優先でない多面的な国際協力と平和保障体制をつくる。

## 政策の大綱8項
1. 清潔で国民に開かれた民主政治を確立し推進する。
  1. 政治倫理を確立するため、政治献金は個人献金への移行を推進し、政治家個人の政治資金の公開の徹底、汚職犯罪と不正経理を防止する法律の制定、贈収賄罪などの罰則を強化する。
  2. 選挙公営の拡大、選挙違反の罰則の強化、衆参両院議員選挙区定員のアンバランスを是正する。
  3. 国会の国政調査権の強化と情報公開法を制定し、国民に聞かれた民主政治を確立する。
2. 国民の側に立つ新しい民主的行政と地方自治を確立する。
  1. 国民の行政に対する要請に対応して、行政改革を実施する。そのため、国の出先機関の統廃合、特殊法人・認可法人の統廃合と役員の人事・給与・退職金等の改革、高級官僚の天下り規制を強化する。中央省庁の機構改革と各審議会の整理を行ない、公務員定数の見直し、公務員の横断的雇用と省庁間異動を行なう。
  2. 行政監察委員（オンブズマン）制度を導入するとともに、行政改革を一定周期で行なうようにする。
  3. 綱紀を粛正し、補助金の洗い直しを進め、予算編成と執行の厳正化、会計検査院の権限を強化する。
  4. 国民参加の行政を進めるため、直接請求やリコールなどの制度を生かし、各種審議会等に国民各層代表の参加を進めて国民の意見が十分に反映できるようにする。
  5. 中央集権体制を地方分権体制に改め、住民参加の地方自治を確立する。そのため、許認可事務、行政事務処理の簡素化等、国・地方の事務再配分、国税の地方委譲、地方交付税制度の改革などを行ない、財政自主権を確立し、また、条例制定権を保障し、地域住民が権利と義務をもつ自治を推進する。
3. インフレのない福祉型の経済成長を実現する。
  1. 住宅、都市再開発、防災、公害防除等の生活環境整備、教育、医療、福祉、文化等の諸施設の整備を進め、年金・医療等の社会保障制度の充実と併せ、福祉型経済成長を推進する。
  2. 経済のインフレ化を防止するため、独禁政策の強化、金融・財政政策の機動的な運用、公共料金の抑制、原価公開と福祉料金体系を確立する。
  3. 財政再建は、一般消費税等大衆増税によらず、行政改革による行政経費の節減、補助金の整理、経済の安定的成長による税の自然増収と不公平税制の是正の徹底を柱として、課税の公平・応能負担原則を貫徹し、中期財政計画を策定して財政の健全化をはかる。
  4. 公的資企による政策金融を充実し、民間資金を住宅・福祉部門に誘導するとともに、財政投融資計画を国会議決とする。
  5. 中小企業の育成、農林漁業再建のための融資、税制、技術開発等の助成策を充実し、中小企業の事業分野を確保する。
4. 社会的不平等をなくし、雇用の安定と福祉の充実で国民生活の向上をはかる。
  1. 社会的に弱い立場の人を守り、不平等と差別のない社会づくりを進める。
  2. 老後が安心して暮らせる年金の保障、だれでも安心して医療サービスが受けられる医療制度の改革、社会福祉、教育、住宅、生活環境などの国民福祉最低基準を設定し、中期的計画を策定してその達成と水準の向上をはかる。
  3. 婦人の自立と社会的地位を向上し、働く婦人のための男女雇用差別の禁止の法制化など、真の男女平等社会を実現する法的整備を進める。
  4. 雇用創出を計画的に進め、労働基本権の保障、週休2日制、労働時間の短縮、全国一律最低賃金制度を実現するとともに、福祉型成長で雇用の安定をはかる。中高年齢者の雇用差別をなくし雇用機会をふやすとともに定年の下限は当面60歳とし、定年と年金支給開始年齢を接続する。
5. 地価を抑制し、住み良い生活環境と個性豊かな地域社会づくりを推進する。
  1. 国民生活と公共の福祉を優先する土地利用制度を確立する。そのため、土地投機的取引を規制し、地域の環境、特性に応じた土地利用、均衡ある国土利用を計画的に進めるとともに土地税制を合理的に改革し、地価上昇を抑制する。
  2. 一定の住宅規模を確保した公的住宅の多様化と質的改善および増設をはかり、公的な土地賃貸制度の導入、生活関連施設の整備など住みよい住宅環境をつくる。
  3. 公害防止、環境保全のための環境アセスメント法の制定を推進して快適で安全な生活環境をつくる。
  4. 地場産業の振興と地域雇用を確保して、地域経済を振興するとともに、地方独自の文化を振興し、個性豊かな地域社会づくりを推進する。
6. 人間性豊かな教育制度の確立と文化・教育・スポーツ・科学技術に振興する。
  1. 豊かな人間性を育てるための教育改革を推進し、学歴偏重の受験教育を改め、学問の自由、教育の自由、国民の教育を受ける権利を保障する。そのため教育行政を改革して、入試地獄の解消、幼児教育の充実、高校全入制、社会教育の充実をはかり、国公私立間の格差を是正して、生涯学べる機会を保障する。
  2. 豊かなゆとりある社会をつくるために、国民の自由で創造的な文化活動を保障し、そのための文化施設を拡充、伝統的な民族・郷土の文化、埋蔵文化財など国民的遺産を守り発展させる。
  3. 「健康で文化的な生活」のために、国民参加のスポーツ、レクリエーションを振興する。そのための公的施設を拡充する。
  4. 人間を大切にし、人類の未来をきずく科学技術を振興し、国際交流を促進する。
7. エネルギー資源と食糧の安定確保をはかる。
  1. エネルギー資源を安定確保するため、総合的省エネルギー政策の推進、新エネルギー、ソフトエネルギーの研究開発、水力、地熱。石炭など国産エネルギーの開発を促進しエネルギー源の多様化をはかり、輸入石油依存度を低下させる。
  2. 積極的な平和外交、経済協力外交を進め。エネルギー資源の輸入先の分散化、輸入量の確保と価格の安定に積極的な努力をする。
  3. 原子力発電は、自主・民主・公開の原則を確立し、安全性の再点検を厳格に行ない、その結果に基づいて必要な改善と制度の改革を早急に行なうとともに、建設については、民主的な手続きによる厳格な安全審査と環境アセスメントをもとに関係地域住民の合意を前提とする。
  4. 国民の基本食料となる主要農産物の自給向上をはかり、また、農業基盤の整備、農畜産物の価格補償制度や金融制度の拡充を進め、豊かな農業経営を実現する。
  5. 国土保全、水源涵養、国民の保健休養のため、造林、治山・治水事業を進める。
  6. 沿岸漁場を整備し、養殖・栽培漁業による漁業資源の確保、沿岸・沖合漁業の振興、遠洋漁業の経営安定をはかるとともに、水産外交を積極的に進める。また、流通改革による魚価安定などをはかる。
8. 平和憲法を守り、日本と世界の平和を確立に積極的に努力する。
  1. 日本と世界の平和を創造するため、平和五原則に基づき中立をめざし、自主.平和外交を推進し、地球上の貧困の克服、核兵器全面撤廃、全面軍縮をめざすとともに、軍事優先でない多面的な国際協力と平和保障体制をつくる。
  2. 核兵器の全面撤廃をめざし、あらゆる国の核実験・製造・保有・使用に反対する。また、非核三原則を堅持する。
  3. 日米安保体制の解消をめざし、当面それを可能とする国際環境づくりに努力する。将来、日米安保条約の廃棄にあたっては、日米友好関係をそこなわないよう留意し、日米両国の外交交渉に基づいて（一〇条手統きは留保）行なうこととする。
  4. 軍事力増強、軍国主義復活につながる有事体制は行なわず、当面、自衛隊はシビリアン・コントロールを強化することとし、将来、国民世論と自主・平和外交の進展などの諸条件を勘案しながら、その縮小・改組を検討する。

## 両党の確認事項
社会党は、原子力発電の新増設については、当面これを凍結し、連合政権樹立の段階までに安全性の確認を行ない、その可否を決める事とし、その可否を決めた時点で改めて協議したいとの見解を表明した。公明党は、その協議について確認した。
1980年1月10日日本社会党－公明党（合意書の全文は、社会党の1月15日付「社会新報」、公明党の1月11日付「公明新聞」それぞれに掲載された）

## 影響と歴史的意義
社会党が共産党との手切れを表明したことは、同党が社共共闘から社公民路線に完全に舵を切ったことを示した。当時、公明党側の交渉を担当した一人である矢野絢也は後年、共産党を排除したことが「公明党の果たした一つの役割だったと思います」と発言している。
一方、共産党は社会党の路線転換を「決定的な右転落（右傾化）」と強く批判した。結果として、共産党は野党内でも孤立を深めていった。一方で社公による連立政権が具体化することはなく、公明党は民社党と共に自由民主党との結びつきを強めていった（自公民路線）。

## 選挙協力の結果
- 第36回衆議院議員総選挙
  - 公明党公認・社会党推薦

和歌山1区：坂井弘一
  - 社会党公認・公明党推薦

滋賀全県区：野口幸一、和歌山2区：大島弘、鳥取県全区：武部文・野坂浩賢
- 結果：43選挙区中22選挙区で当選。
- 第12回参議院議員通常選挙
- 地方区
1人区（一部・社会党候補＝公明党支援）
2人区（全部・社会党候補＝公明党支援）
全国区
- 結果：25選挙区中9選挙区で当選。

## 社公政権協議委員会、政策委員会、政権協議懇親会
- 1985年1月12日:社公書記長会談

- 社会党側
  - 書記長:田邊誠
  - 副書記長:曽我祐次

- 公明党側
  - 書記長:矢野絢也
  - 副書記長:市川雄一

- 1985年2月27日:政権協議委員会

- 社会党側
  - 中央執行副委員長:堀昌雄
  - 書記長:田邊誠
  - 副書記長:曽我祐次
  - 政策審議会長:嶋崎譲
  - 企画調査局長:森永栄悦
  - 選挙対策委員長:安恒良一
  - 中央執行委員:岩垂寿喜男

- 公明党側
  - 中央執行副委員長:鈴木一弘
  - 書記長:矢野絢也
  - 副書記長:市川雄一、大久保直彦
  - 政策審議会長:正木良明
  - 選挙対策委員長:大野潔
  - 中央執行委員:坂井弘一

- 1985年4月18日:社公政策委員会

- 社会党側
  - 副書記長:曽我祐次
  - 政策審議会長:嶋崎譲
  - 企画調査局長:森永栄悦
  - 中央執行委員:岩垂寿喜男

- 公明党側
  - 副書記長:市川雄一、大久保直彦
  - 政策審議会長:正木良明
  - 政策審議副会長:坂井弘一

- 1985年5月27日:社公政権協議懇親会

- 社会党側
  - 中央執行委員長:石橋政嗣
  - 中央執行副委員長:堀昌雄
  - 書記長:田邊誠
  - 副書記長:曽我祐次、高沢寅男
  - 政策審議会長:嶋崎譲
  - 選挙対策委員長:安恒良一
  - 国会対策委員長:山口鶴男
  - 企画調査局長:森永栄悦
  - 中央執行委員:岩垂寿喜男、久保亘、館林千里

- 公明党側
  - 中央執行委員長:竹入義勝
  - 中央執行副委員長:鈴木一弘
  - 書記長:矢野絢也
  - 副書記長:石田幸四郎、市川雄一、長田武士
  - 政策審議会長:正木良明
  - 政策審議副会長:坂井弘一
  - 企画常任委員:渡部一郎
  - 選挙対策委員長:大野潔
  - 国会対策委員長:権藤恒夫